# Jacob Jansen Vredenburg
Jacob Jansen Vredenburg (gedoopt Deventer, 17 januari 1802 – aldaar, 22 februari 1865) was een Nederlandse schilder en tekenaar.

## Leven en werk
Jacob Jansen Vredenburg was een zoon van Hendrik Jansen Vredenburg (1764-1845) en Maria Gerrits (1765-1849). Zijn vader dreef een diligenceonderneming, die na diens dood werd overgenomen door Jacobs broer Johannes Albertus (1796-1879). Kramm en Van der Aa vermelden de schilder slechts als "J. Jansen Vredenburg", bij latere publicaties (onder andere bij Scheen en Van Baalen) wordt hij soms met zijn broer verward.
Jansen Vredenburg werd opgeleid aan de Deventer tekenschool, opgericht door de Maatschappij tot Nut van 't Algemeen. 
Koning Willem I bepaalde in 1817 dat elke stad een gratis tekenschool voor handwerklieden moest hebben. Het stadsbestuur besloot daarvoor gebruik te maken van de bestaande school en doopte deze in 1819 om tot Teekenacademieschool. Jansen Vredenburg won in dat jaar de eerste door de koning ingestelde zilveren medaille. Hij vervolgde zijn opleiding bij Jan Willem Pieneman in Amsterdam. In 1823 werd hij aangesteld als tekenmeester aan zijn oude school in Deventer. Hij introduceerde naast het tekenen naar (gips)voorbeelden het tekenen naar de natuur. Onder zijn leiding kwam de school tot bloei. Vanaf 1828 werden tegen betaling ook jongelui uit de gegoede stand toegelaten. Jansen Vredenburg gaf les aan onder anderen Lambertus Johannes Bruna, Jan Derk Huibers, Hendrik Valkenburg en Arnoldus van 't Zant. 
Hij schilderde portreten en genrevoorstellingen en nam deel aan diverse exposities, waaronder tentoonstellingen van Levende Meesters in Amsterdam, Den Haag, Zwolle en Deventer. In 1839 trouwde Jansen Vredenburg met de uit Zaandam afkomstige Trijntje Zij (1819-1850). Op het schilderij dat zijn leerling Bruna twee jaar later van Vredenburgs atelier maakte, staat de tekenmeester rechts bij de ezel waarop het portret van zijn vrouw staat. Bruna beeldde zichzelf links af, de jongen rechts is vermoedelijk Hendrik Valkenburg.
De schilder overleed op 63-jarige leeftijd.

## Werken (selectie)

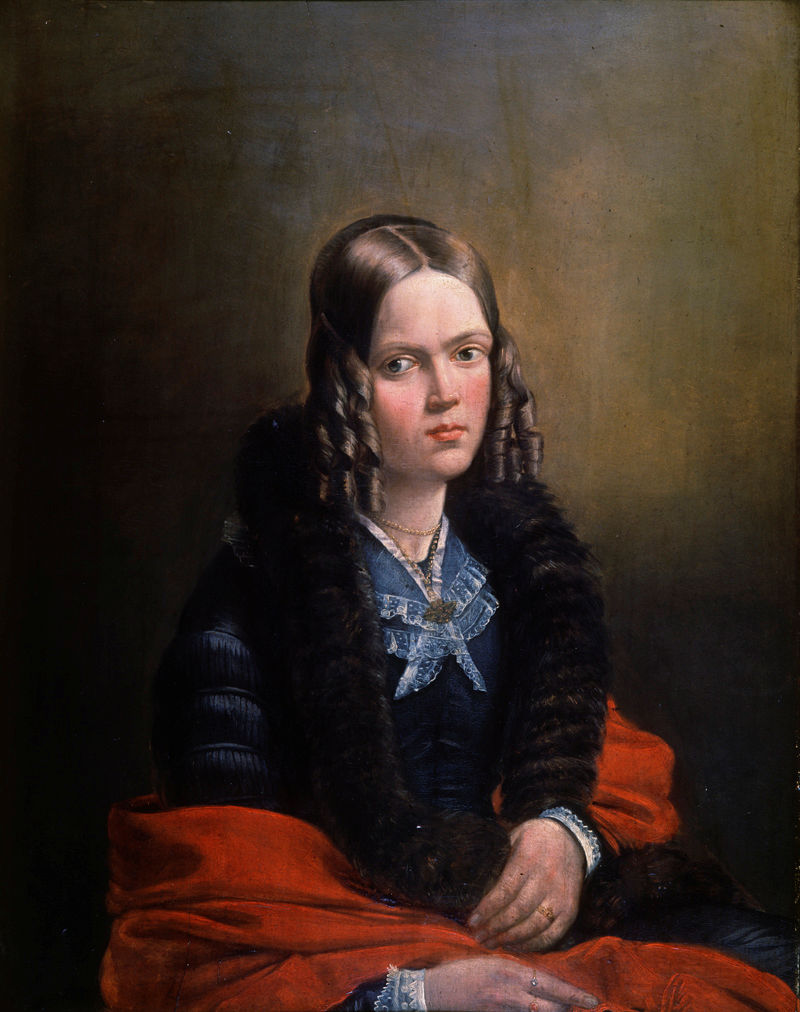
Portret van Trijntje Zij (1819-1850)
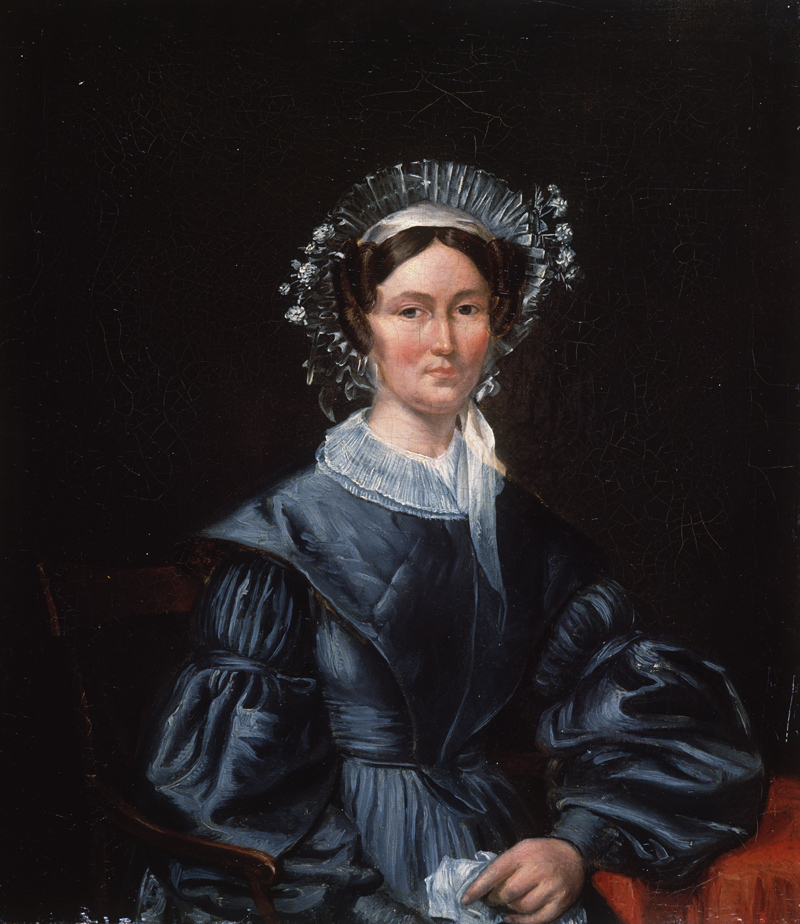
Portret van Marie Jansen Vredenburg (1798-1876)
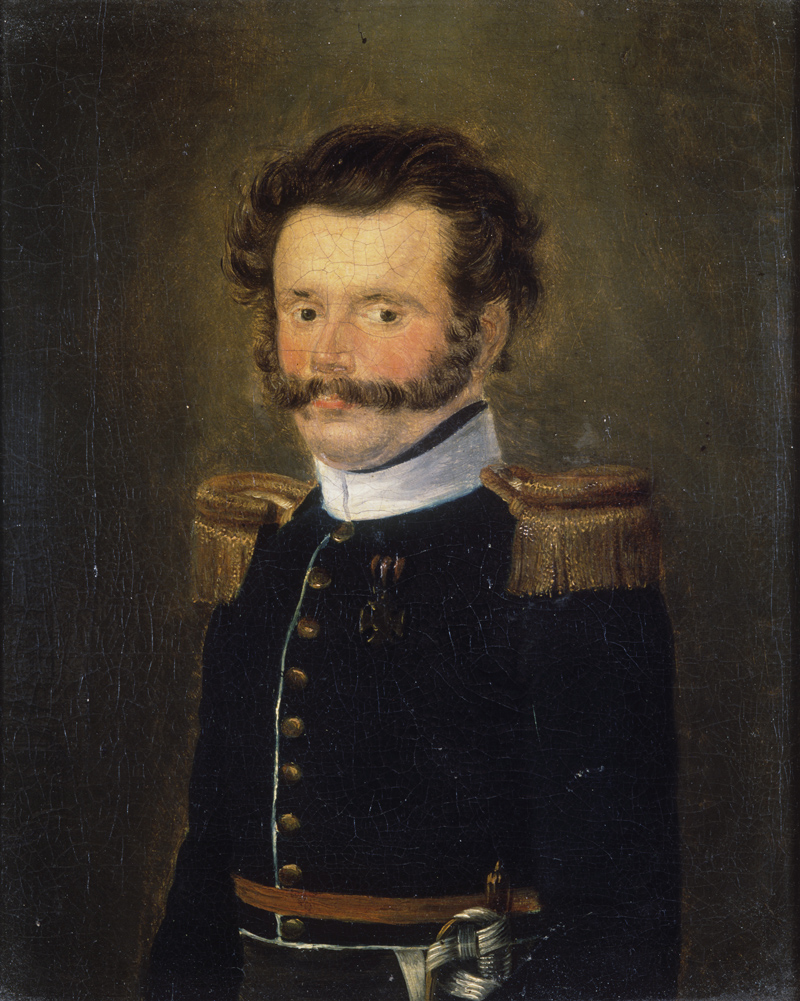
Portret van Gerardus Brederode